# Panamerikanska spelen 1987
Panamerikanska spelen 1987 hölls i Indianapolis, Indiana, USA under perioden 7-23 augusti 1987. Över 4 300 deltagare från 38 länder deltog i 30 grenar, och totalt delades 1 015 medaljer ut. Tävlingarna genomfördes på 23 anläggningar i och kring Indianapolis. Officiell maskot för spelen var Amigo, en grön papegojfågel.

## Val av värdort och organisation
Santiago de Chile, Chile hade ursprungligen utsetts till värdort men drog sig 1984 ur på grund av ekonomiska problem. Quito, Ecuador utsågs som ersättare men drog sig ur mot slutet av 1984. PASO (Pan American Sports Organisation) blev bekymrad och höll ett nytt val. Indianapolis planerade att ansöka om 1991 års spel, men på begäran från USA:s olympiska kommitté lämnade man in en ansökan om 1987 års spel. Då många sportanläggningar redan fanns, meddelade PASO den 18 december 1984 att Indianapolis utsetts till värdort. Havanna, Kuba visade också intresse, men PASO lugnade ner Fidel Castro genom att komma överens om att tilldela Havanna 1991 års spel om Kuba deltog i Indianapolis.
Staden Indianapolis bildade en organisationskommitté vid namn Pan American Ten/Indianapolis (PAX/I). Den bestod av 18 olika avdelningar, 300 avlönade anställda och 37 000 frivilliga.

## Platser
1987 års spel genomfördes på totalt 23 platser. De aktivas by med bostad och mat för de aktiva var belägen vid Fort Benjamin Harrison.
- Brown County State Park - cykling
- Bush Stadium - baseboll
- Eagle Creek Park - bågskytte, kanot, rodd[1]
- Circle Theatre - tyngdlyftning
- Hinkle Fieldhouse - Volleyboll
- Hoosier Dome - avslutningsceremoni, gymnastik, handboll
- Indiana Convention Center - boxning
- Indiana University Natatorium - simhopp, simning, konstsim
- IU Indianapolis Track and Soccer Stadium - friidrott
- Indianapolis Motor Speedway - invigningsceremoni, rullskridskoåkning
- Indianapolis Tennis Center - tennis
- Kuntz Memorial Soccer Stadium - fotboll [1]
- Lake Michigan - yachting
- Major Taylor Velodrome - cykling
- Market Square Arena - basket

## Ceremonier
Invigningsceremonin hölls på Indianapolis Motor Speedway. Omkring 80 000 åskådare såg ett framförande producerat av The Walt Disney Company med 6 500 aktörer i den dittills största utomhusuppvisningen någonsin i USA. Det var också spelens dittills största invigningsceremoni. Bland kända närvarande fanns IOK:s president Juan Antonio Samaranch, Indianapolis borgmästare William H. Hudnut III, Indianas delstatsguvernör Robert D. Orr, och PASO:s president Mario Vazquez Raña. USA:s vicepresident George Bush öppnade spelen officiellt.
Bland flaggbärarna i nationsparaden fanns spelens äldste deltagare, 70-årige yachtseglaren Durwood Knowles från Bahamas, basketstjärnan José Ortiz från Puerto Rico och baseboll-pitchern Jim Abbott från USA.
Vid sista delen av fackelstafetten växlades facklan från basketspelaren Oscar Robertson till gymnasten Kristie Phillips och till sist till friidrottaren Wilma Rudolph som slutligen tände elden.
Avslutningsceremonin hölls i Hoosier Dome. Huvudaktör där var kubansk-amerikanske sångaren Gloria Estefan och hennes band Miami Sound Machine.

## Symboler
Logon för 1987 års spel bestod av fem olikfärgade X, den romerska siffran för tio. Maskot var Amigo, en grön papegojfågel. Officiell musik för spelen var "Pan American Fanfare" av Lalo Schifrin.

## Television
TV-rättigheterna för 1987 års spel vanns av CBS som betalade $ 4 000 000. CBS sände 26 timmar med Brent Musburger som programledare, alla på eftermiddagar under veckoslut, inklusive direktsändningar från invigningsceremonin på Indianapolis Motor Speedway. CBS stod också för ”world feed”. Statusen ökade genom kubanskt deltagande på amerikansk mark, vilket bäddade för idrottslig kamp mellan USA och Kuba i flera grenar.

## Deltagande nationer
38 länder deltog i spelen. Fyra nykomlingar fans med: Aruba, Brittiska Jungfruöarna, Caymanöarna och Grenada.

- Antigua och Barbuda
- Argentina
- Aruba
- Bahamas
- Barbados
- Belize
- Bermuda
- Bolivia
- Brasilien
- Brittiska Jungfruöarna
- Caymanöarna
- Chile
- Colombia
- Costa Rica
- Dominikanska republiken
- Ecuador
- El Salvador
- Grenada
- Guatemala
- Guyana
- Haiti
- Honduras
- Jamaica
- Kanada
- Kuba
- Mexiko
- Nederländska Antillerna
- Nicaragua
- Panama
- Paraguay
- Peru
- Puerto Rico
- Surinam
- Trinidad och Tobago
- USA
- Amerikanska Jungfruöarna
- Uruguay
- Venezuela

## Medaljtabell
‘‘Värdland i fet stil.’’
| Pos | Country                  | Guld | Silver | Brons | Total |
| 1   | USA                      | 168  | 118    | 83    | 369   |
| 2   | Kuba                     | 75   | 52     | 48    | 175   |
| 3   | Kanada                   | 30   | 57     | 75    | 162   |
| 4   | Brasilien                | 14   | 14     | 33    | 61    |
| 5   | Argentina                | 12   | 14     | 22    | 48    |
| 6   | Mexiko                   | 9    | 11     | 18    | 38    |
| 7   | Venezuela                | 3    | 11     | 12    | 26    |
| 8   | Colombia                 | 3    | 8      | 13    | 24    |
| 9   | Puerto Rico              | 3    | 6      | 20    | 29    |
| 10  | Costa Rica               | 3    | 4      | 4     | 11    |
| 11  | Jamaica                  | 2    | 3      | 8     | 13    |
| 12  | Uruguay                  | 2    | 2      | 3     | 7     |
| 13  | Chile                    | 1    | 2      | 4     | 7     |
| 14  | Surinam                  | 1    | 0      | 1     | 2     |
| 15  | Peru                     | 0    | 4      | 2     | 6     |
| 16  | Dominikanska republiken  | 0    | 3      | 9     | 12    |
| 17  | Panama                   | 0    | 3      | 1     | 4     |
| 18  | Bahamas                  | 0    | 2      | 3     | 5     |
| 19  | Ecuador                  | 0    | 1      | 5     | 6     |
| 20= | Amerikanska Jungfruöarna | 0    | 1      | 1     | 2     |
| 20= | Trinidad och Tobago      | 0    | 1      | 1     | 2     |
| 22  | Guatemala                | 0    | 0      | 2     | 2     |
| 23= | Bermuda                  | 0    | 0      | 1     | 1     |
| 23= | El Salvador              | 0    | 0      | 1     | 1     |
| 23= | Guyana                   | 0    | 0      | 1     | 1     |
| 23= | Paraguay                 | 0    | 0      | 1     | 1     |

Gymnasten Scott Johnson, USA och simmaren Silvia Poll, Costa Rica vann flest medaljer i spelen, vardera åtta. Rullskridskoåkaren Jose Luis Lozano, Argentina vann flest guldmedaljer, fem stycken.

## Sporter
- 30 grenar fanns med på programmet och totalt hölls 321 tävlingar. Fem av grenarna var nya 1987, bland andra handboll.

- Bågskytte
- Friidrott
- Baseboll
- Basket
- Boxning
- Kanotsport
- Cykling
- Simhopp
- Ridsport
- Fäktning
- Fotboll
- Gymnastik
- Handboll
- Landhockey
- Judo
- Modern femkamp
- Roller skating
- Rodd
- Skytte
- Softboll
- Simning
- Konstsim
- Bordtennis
- Taekwondo
- Tennis
- Volleyboll
- Vattenpolo
- Tyngdlyftning
- Brottning
- Yachting

## Ekonomi
Spelen tillförde omkring 175 miljoner$ till Indianapolis ekonomi. Att arrangera spelen kostade omkring 30 miljoner$. Indianapolis blev därmed spelens första värdort som inte drabbade värdorten ekonomiskt.

### Fotnoter
1. 1 2 3 4 5 6  Bodenhamer 1074
2. 1 2 3 4 5 6   The Games of August: Official Commemorative Book. Indianapolis: Showmasters. 1987. ISBN 9780961967604
3. ↑  Price, Nelson (2004). Indianapolis Then & Now. San Diego, California: Thunder Bay Press. sid. 77. ISBN 1-59223-208-6
4. ↑  Bodenhamer 1495